# Chrysocharis giraulti
Chrysocharis giraulti är en stekelart som beskrevs av Yoshimoto 1973. Chrysocharis giraulti ingår i släktet Chrysocharis och familjen finglanssteklar. Inga underarter finns listade i Catalogue of Life.